# العلاقات الصومالية الكازاخستانية
العلاقات الصومالية الكازاخستانية هي العلاقات الثنائية التي تجمع بين الصومال وكازاخستان.

## مقارنة بين البلدين
هذه مقارنة عامة ومرجعية للدولتين:
| وجه المقارنة                                              | الصومال                        | كازاخستان                      |
| --------------------------------------------------------- | ------------------------------ | ------------------------------ |
| المساحة (كم2)                                             | 637.66 ألف                     | 2.72 مليون                     |
| عدد السكان (نسمة)                                         | 14.74 مليون                    | 17.95 مليون                    |
| الكثافة السكانية (ن./كم²)                                 | 23.12                          | 6.6                            |
| العاصمة                                                   | مقديشو                         | نور سلطان                      |
| اللغة الرسمية                                             | اللغة الصومالية، اللغة العربية | اللغة القازاقية، اللغة الروسية |
| العملة                                                    | شلن صومالي                     | تينغ كازاخستاني                |
| الناتج المحلي الإجمالي (بليون دولار)                      | 7.37 مليار                     | 159.41 مليار                   |
| الناتج المحلي الإجمالي (تعادل القوة الشرائية) بليون دولار |                                | 439.39 مليار                   |
| الناتج المحلي الإجمالي الاسمي للفرد دولار أمريكي          | 549                            | 10.51 ألف                      |
| الناتج المحلي الإجمالي للفرد دولار أمريكي                 |                                | 24.23 ألف                      |
| مؤشر التنمية البشرية                                      |                                | 0.788                          |
| رمز المكالمات الدولي                                      | +252                           | +7                             |
| رمز الإنترنت                                              | .so                            | .kz، .қаз ‏                     |
| المنطقة الزمنية                                           | ت ع م+03:00                    | ت ع م+05:00، ت ع م+06:00       |

## مدن متوأمة
في ما يلي قائمة باتفاقيات التوأمة بين مدن صومالية وكازاخستانية:
- ترتبط مقديشو مع ألماتي باتفاقية توأمة.

## منظمات دولية مشتركة
يشترك البلدان في عضوية مجموعة من المنظمات الدولية، منها:
| علم المنظمة | اسم المنظمة                               | تاريخ انضمام الصومال | تاريخ انضمام كازاخستان |
| ----------- | ----------------------------------------- | -------------------- | ---------------------- |
|             | منظمة التعاون الإسلامي                    | ?                    | ?                      |
|             | الاتحاد البريدي العالمي                   | ?                    | ?                      |
|             | يونسكو                                    | 15 نوفمبر 1960       | 22 مايو 1992           |
|             | البنك الدولي للإنشاء والتعمير             | 31 أغسطس 1962        | 23 يوليو 1992          |
|             | الاتحاد الدولي للاتصالات                  | 28 سبتمبر 1962       | 23 فبراير 1993         |
|             | منظمة الشرطة الجنائية الدولية             | ?                    | ?                      |
|             | مؤسسة التمويل الدولية                     | 31 أغسطس 1962        | 30 سبتمبر 1993         |
|             | الأمم المتحدة                             | 20 سبتمبر 1960       | 2 مارس 1992            |
|             | مؤسسة التنمية الدولية                     | 31 أغسطس 1962        | 23 يوليو 1992          |
|             | الفريق المعني برصد الأرض                  | ?                    | ?                      |
|             | منظمة حظر الأسلحة الكيميائية              | ?                    | ?                      |
|             | المركز الدولي لتسوية المنازعات الاستشارية | 30 مارس 1968         | 21 أكتوبر 2000         |

## وصلات خارجية
- موقع وزارة الخارجية الصومالية
- موقع وزارة الخارجية الكازاخستانية